# 26 ноември
26 ноември е 330-ият ден в годината според григорианския календар (331-ви през високосна). Остават 35 дни до края на годината.

## Събития
- 1335 г. – Провежда се първата среща на Вишеградската тройка – между кралете на Полша, Унгария и Чехия, на която се формира Антихабсбургски съюз.
- 1394 г. – Сеул става столица на Корейската държава.

- 1580 г. – Във Франция хугенотите сключват мирен договор с католиците, с който протестантството е признато за вероизповедание в тази държава.
- 1778 г. – Джеймс Кук открива остров Мауи, втория по големина от Хавайските острови.
- 1789 г. – В САЩ започва честването на един от най-популярните днес празници – Ден на благодарността, който е обявен за национален празник през 1863 г. от президента Ейбрахам Линкълн.
- 1832 г. – В Русия е създадена Академията на Генералния щаб.
- 1832 г. – В Ню Йорк е пуснат в движение първият в САЩ конски трамвай.
- 1878 г. – В София е открито първото военно училище.
- 1906 г. – Със завръщането на Теодор Рузвелт от страните от Централна Америка приключва първото посещение на американски президент зад граница.
- 1913 г. – Българският екзарх Йосиф I премества седалището на Българската православна църква от Цариград в София.
- 1914 г. – Първата световна война: По време на товарене с боеприпаси избухва британски военен кораб, при което загиват 788 души.
- 1916 г. – Първата световна война: Гърция обявява война на Германия.
- 1924 г. – Великият народен хурал провъзгласява Монголия за народна република – втората в света социалистическа държава след СССР.
- 1925 г. – Осъществен е първият полет на съветски бомбардировач ТБ-1 от А. И. Томашевски, който трае 7 минути.
- 1941 г. – Ливан става независима от Франция държава.
- 1942 г. – Втора световна война: Йосип Броз Тито и югославски партизани провеждат първата среща от Антифашисткото събрание за народно освобождение на Югославия.
- 1943 г. – Втора световна война: Приключва Каирската конференция с участието на президента на САЩ Франклин Рузвелт, премиера на Великобритания Уинстън Чърчил и китайския генералисимус Чан Кайшъ.
- 1949 г. – Приета е конституцията на Индия.
- 1956 г. – Състои се премиерата на първия български цветен филм – Точка първа.
- 1959 г. – Ернесто Че Гевара е назначен за председател на националната банка на Куба.
- 1965 г. – Франция изстрелва първия си изкуствен спътник на Земята – Астерикс.
- 1966 г. – Франция пуска в действие първата в света водноелектрическа централа, която използва енергията на приливите и отливите.
- 1967 г. – По време на най-голямото наводнение в историята на Лисабон загиват 450 души.
- 1976 г. – Бил Гейтс и Пол Алън регистрират като запазена търговската марка Майкрософт.
- 2004 г. – Извършен е последният полет на Конкорд в историята на полетите със самолети.
- 2008 г. – В Мумбай, Индия, започва поредица координирани от пакистански терористи взривове, които убиват 164 души и раняват повече от 300.

## Родени
- 1827 г. – Елън Г. Уайт, американска писателка († 1915 г.)
- 1837 г. – Джон Александър Рейна Нюлендс, английски химик († 1898 г.)
- 1842 г. – Андон Жостов, български общественик († 1903 г.)
- 1847 г. – Мария Фьодоровна, императрица на Русия († 1928 г.)
- 1857 г. – Михаил Савов, български офицер († 1928 г.)
- 1857 г. – Фердинанд дьо Сосюр, швейцарски езиковед († 1913 г.)
- 1866 г. – Димитър Венедиков, български революционер († 1939 г.)
- 1875 г. – Камен Луков, български композитор († 1949 г.)
- 1878 г. – Златина Недева, българска актриса († 1941 г.)
- 1885 г. – Хайнрих Брюнинг, немски политик († 1970 г.)
- 1889 г. – Валтер фон Болтенщерн, германски офицер († 1952 г.)
- 1894 г. – Иван Папанин, руски изследовател († 1986 г.)
- 1894 г. – Норберт Винер, американски математик († 1964 г.)
- 1897 г. – Мануел Одрия, президент на Перу († 1974 г.)
- 1898 г. – Ектор Скароне, уругвайски футболист († 1967 г.)
- 1898 г. – Карл Циглер, немски химик, Нобелов лауреат през 1963 г. († 1973 г.)
- 1900 г. – Александър Вазов, български сценарист († 1972 г.)
- 1901 г. – Димитър Пантелеев, български поет († 1993 г.)
- 1909 г. – Йожен Йонеско, френски драматург († 1994 г.)
- 1911 г. – Нина Кираджиева, българска балерина († 2005 г.)
- 1911 г. – Самуел Решевски, американски шахматист († 1992 г.)
- 1914 г. – Васил Демиревски, деец на БКП († 1944 г.)
- 1919 г. – Фредерик Пол, американски писател († 2013 г.)
- 1922 г. – Чарлс М. Шулц, американски карикатурист († 2000 г.)
- 1924 г. – Дочо Пенков Маринов, български партизанин († 1944 г.)
- 1927 г. – Хърбърт Фройденбергер, американски психолог († 1999 г.)
- 1929 г. – Борис Янакиев, български оператор († 1995 г.)
- 1931 г. – Адолфо Перес Ескивел, аржентински активист, Нобелов лауреат
- 1933 г. – Росица Данаилова, българска актриса († 2018 г.)
- 1937 г. – Борис Егоров, съветски космонавт († 1994 г.)
- 1939 г. – Тина Търнър, американска певица († 2023 г.)
- 1943 г. – Христо Христов (Бараката), български футболист († 2006 г.)
- 1948 г. – Евгения Баракова, българска актриса
- 1949 г. – Мари Алкатири, тиморски политик
- 1955 г. – Трейси Хикман, американски писател
- 1965 г. – Дез Уокър, английски футболист
- 1972 г. – Джеймс Дашнър, американски писател
- 1973 г. – Даниела Стоичкова, българска народна певица и преподавателка
- 1975 г. – Владислав Радимов, руски футболист
- 1977 г. – Иван Басо, италиански колоездач
- 1984 г. – Антонио Пуерта, испански футболист († 2007 г.)
- 1986 г. – Иван Чепаринов, български шахматист
- 1988 г. – Тамсин Еджъртън, английска актриса
- 1990 г. – Дани Уелбек, английски футболист

## Починали
- 399 г. – Сириций, римски папа (* ? г.)
- 1504 г. – Исабела Кастилска, кралица на Кастилия и Леон и на Арагон (* 1451 г.)
- 1852 г. – Павел Федотов, руски художник (* 1805 г.)
- 1855 г. – Адам Мицкевич, полски поет (* 1798 г.)
- 1857 г. – Йозеф фон Айхендорф, германски поет (* 1788 г.)
- 1881 г. – Йохан Лудвиг Крапф, германски изследовател (* 1810 г.)
- 1883 г. – Панарет Пловдивски, български висш духовник (* 1805 г.)
- 1886 г. – Вито Позитано, италиански дипломат (* 1833 г.)
- 1922 г. – Илия Дигалов, български революционер (* 1890 г.)
- 1922 г. – Стоян Георгиев, български революционер (* ? г.)
- 1923 г. – Иван Коюмджиев, български революционер (* 1870 г.)
- 1937 г. – Пелжидийн Генден, монголски политик (* 1892 г.)
- 1943 г. – Мартин Папенхайм, австрийски невролог (* 1881 г.)
- 1956 г. – Томи Дорси, американски джаз музикант (* 1905 г.)
- 1960 г. – Гоце Тенчов, български лекар (* 1906 г.)
- 1966 г. – Густав Бали, немски лекар (* 1893 г.)
- 1967 г. – Албърт Уорнър, американски кинопродуцент, съосновател на Warner Bros (* 1883 г.)
- 1968 г. – Арнолд Цвайг, немски писател (* 1887 г.)
- 1972 г. – Борис Поршнев, руски историк и социолог (* 1905 г.)
- 1979 г. – Марсел Л'Ербие, френски режисьор (* 1888 г.)
- 1981 г. – Макс Еве, холандски шахматист (* 1901 г.)
- 1991 г. – Данчо Димитров, български политик (* 1911 г.)
- 1996 г. – Пол Ранд, американски график (* 1914 г.)
- 2002 г. – Ружа Делчева, българска актриса (* 1915 г.)
- 2007 г. – Милан Дренчев, български политик (* 1917 г.)
- 2016 г. – Фидел Кастро, лидер на Кубинската революция (* 1926 г.)

## Празници
- България – Празник на Национален военен университет "Васил Левски във Велико Търново – приемник на първото българско военно училище, създадено в Пловдив след Берлинския договор
- Православна църква – Ден на Свети Сириций
- Православна църква – Ден на Свети Стилиян
- Италия – Празник на град Адрия
- Монголия – Ден на народната република (1924 г.)